# Haptocarpum
Haptocarpum es un género con una especie de plantas con flores perteneciente a la familia Cleomaceae. Es endémica de Brasil

## Especie
- Haptocarpum bahiense Ule,  Ber. Deutsch. Bot. Ges., 26a: 223, 1908